# Imitatiediamant

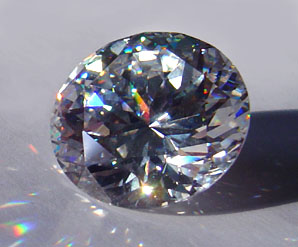
Briljantgeslepen zirkoniasteen als imitatiediamant.

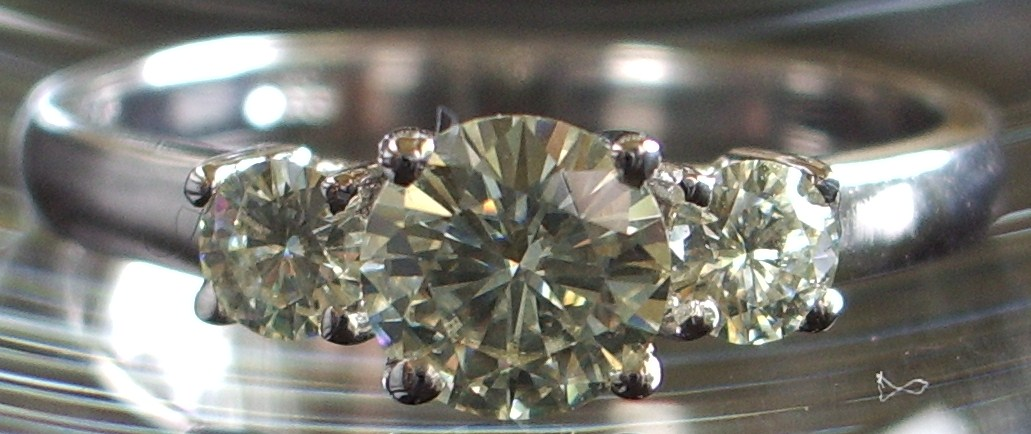
Moissaniet verlovingsring

Imitatiediamant of simulant is de verzamelnaam voor stoffen die de speciale diamanteigenschappen evenaren.
De zoektocht naar zulke materialen wordt aangezwengeld door de hoge prijs van echte diamant, die door grote diamantbedrijven zoals De Beers kunstmatig hoog gehouden wordt. De na te streven eigenschappen zijn onder andere de hoge brekingsindex, kleurdispersie en hardheid.
Voorkomende imitaties zijn loodglas, strass, de synthetische edelsteen zirkonia (CZ) en moissaniet. Ook het in de natuur voorkomende zirkoon heeft eigenschappen die die van diamant benaderen.
Imitatiediamant is niet hetzelfde als synthetisch diamant, dat materiaalkundig identiek is aan natuurlijk diamant (zowel chemisch, kristallografisch als fysisch).

## Samengestelde diamant
Bij een doublet is het ene deel van een speciaal soort glas en het andere deel van diamant. Dat heet een doublet. Het kan ook dat mensen twee stukken diamant op elkaar lijmen. Dan heet het een triplet.

## Imitatiediamant
Enkele imitaties van de diamant die zijn ontworpen zijn:
- de fabuliet
- YAG of Yttrium-Aluminium-Granaat
- galiant, die wordt ook wel GGG genoemd of Gadolinium-Gallium-Granaat
- djevaliet
- linobaat
- en de in 1977 ontdekte zirkonia, de beste imitatie van de diamant die er bestaat.

Normale al bestaande imitaties van de diamant zijn:
- bergkristal
- edelberyl
- cerussiet
- saffier
- scheeliet
- sfaleriet
- topaas
- zirkoon.

Deze edelstenen lijken allemaal op kleurloze diamanten. De oude Egyptenaren waren de eersten die de diamanten namaakten, want vroeger waren de sierstenen heel duur.